# Ukrsalisnyzja
Ukrsalisnyzja (ukrainisch Укрзалізниця; Langbezeichnung: Українські залізниці Ukrajinski salisnyzi, deutsch ‚Ukrainische Eisenbahnen‘; Abkürzung kyrillisch УЗ, lateinisch UZ) ist die ukrainische Eisenbahngesellschaft. In ihr sind Eisenbahninfrastruktur- und Eisenbahnverkehrsunternehmen integriert. Der Gesellschaft wurde von der UIC der Länder-Code 22 zugeteilt.

## Geschichte

### Vor 2022
Die Ukrsalisnyzja entstand nach der Auflösung der Sowjetunion als Rechtsnachfolger der Sowjetischen Eisenbahnen auf dem nun ukrainischen Staatsgebiet. Das Verkehrsnetz war zunächst historisch bedingt hauptsächlich in Nord-Süd- oder Nordost-Südwest-Richtung ausgerichtet.
Im März 2014 besetzte und annektierte Russland die Krim. Im Zuge der Kampfhandlungen im Osten der Ukraine und der Annexion der Krim durch Russland 2014 kam es zu starken Einschränkungen im Schienenverkehr der betroffenen Regionen. Teilweise wurde Infrastruktur zerstört; der Schienenverkehr zwischen der Krim und dem ukrainischen Kerngebiet wurde unterbrochen. Die Verbindungen in die Nachbarstaaten im Westen und Südwesten gewannen an Bedeutung; die Verbindungen nach Belarus und Russland verloren an Bedeutung und wurden teilweise komplett eingestellt.

### Russischer Überfall

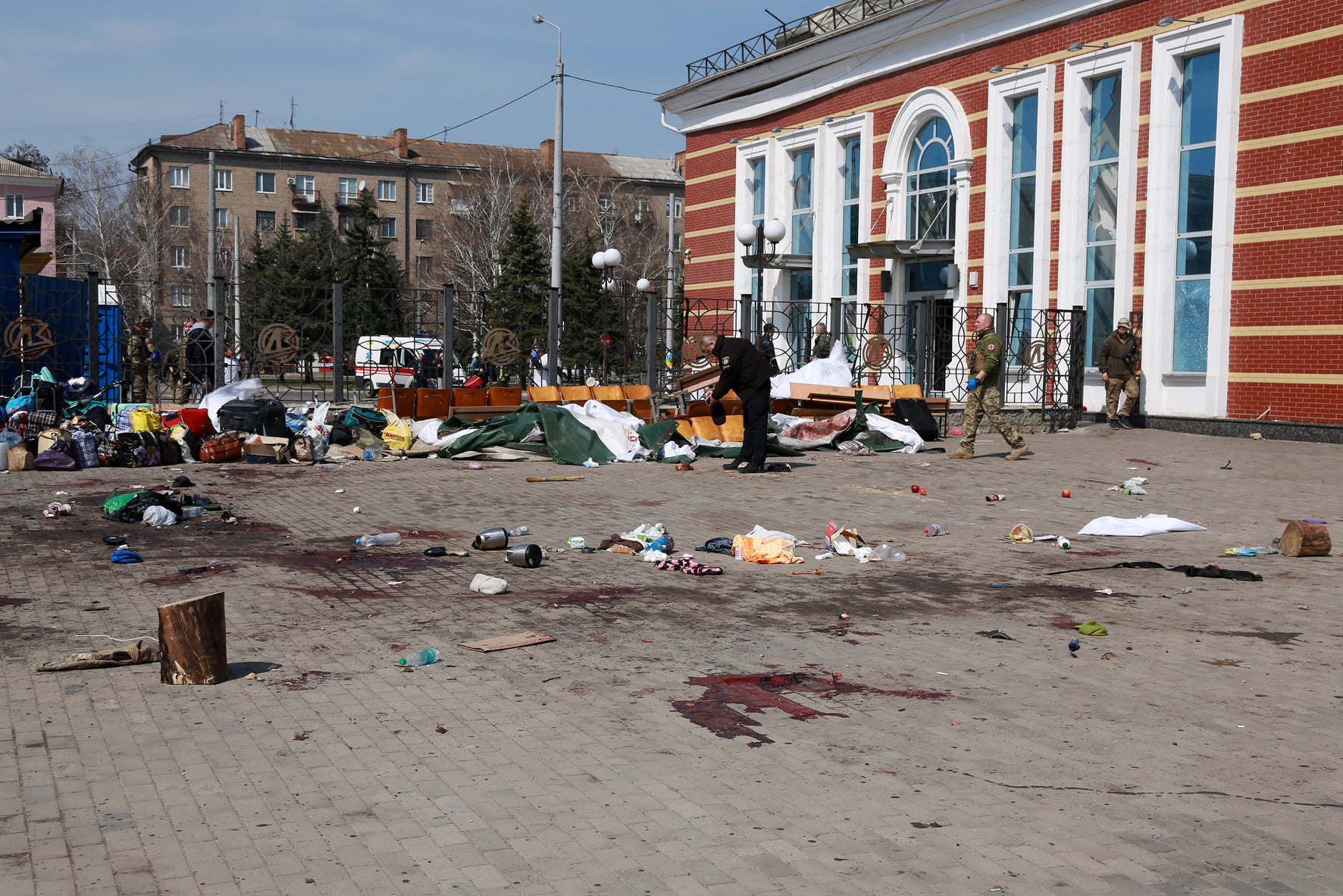
Bahnhofsvorplatz von Kramatorsk nach einem Luftangriff

#### Ereignisse
Am 24. Februar 2022 begannen russische Streitkräfte auf Befehl des russischen Staatspräsidenten Putin den völkerrechtswidrigen Überfall auf die Ukraine.
Die UZ brachte in den ersten beiden Monaten etwa vier Millionen Menschen, das sind etwa 10 % der Bevölkerung der Ukraine, aus den östlichen in westliche Landesteile. Zu Beginn des Kriegs wurde die Pflicht, für eine Zugfahrt eine entsprechende Fahrkarte zu besitzen, aufgehoben, um Flüchtlingen die Fahrt aus den Gefahrenzonen zu erleichtern. Diese Befreiung von der Fahrkartenpflicht wurde Ende März 2022 wieder aufgehoben.
Die Eisenbahn ist von großer Bedeutung für Hilfstransporte und auch im internationalen Personenverkehr mit dem Westen. Eine Reihe westlicher Spitzenpolitiker, die zu Solidaritätsbesuchen nach Kiew reisten, nutzen die Bahn, gewöhnlich mit einem Sonderzug. Die erste Fahrt fand am 15. März 2022 für die Ministerpräsidenten von Polen, Slowenien und Tschechien statt. Sie startete am Grenzbahnhof Przemyśl in Polen, der an das ukrainische Breitspurnetz angebunden ist. Es folgten am 7. April 2022 die EU-Kommissionspräsidentin Ursula von der Leyen, am 9. April 2022 der britische Premierminister Boris Johnson und am 19. Februar 2023 auch US-Präsident Joe Biden.
Die russische Armeeführung änderte zwei Monate nach Kriegsbeginn ihre Kriegsziele. Sie griff die Eisenbahninfrastruktur an, um die ukrainischen Streitkräfte und Waffenlieferungen aus dem Westen zu behindern. Bei einem russischen Angriff auf den Bahnhof von Kramatorsk am 8. April 2022 starben auf dem Bahnhofsvorplatz 57 Zivilisten, die mit dem Zug evakuiert werden sollten. Die enormen Schäden der ukrainischen Bahninfrastruktur betreffen Gebäude, Dächer und Glasscheiben mehr als die Gleisanlagen.
Ein russischer Luftangriff auf den Beskid-Tunnel an der strategisch wichtigen Bahnstrecke Lwiw–Stryj–Tschop in der Westukraine behinderte den Bahnverkehr dagegen nur unwesentlich, weil die angeblich hochpräzisen russischen Raketen ihr Ziel verfehlten. Bei der wochenlangen Belagerung von Mariupol wurden die Bahninfrastruktur und zahlreiche Fahrzeuge stark beschädigt.
Am 25. April 2022 fanden gezielte Angriffe auf Unterwerke in den zentral- und westukrainischen Bahnhöfen Berdytschiw, Korosten, Kowel, Krasne, Schmerynka und Sdolbuniw statt. Etwa 30 % der gesamten ukrainischen Infrastruktur soll in den beiden ersten Monaten des Krieges zerstört worden und Schäden im Umfang von 100 Mrd. Euro entstanden sein. Ukrainische Streitkräfte sprengten kurz nach dem Beginn des Überfalls einige Eisenbahnbrücken, an Stellen, an denen ein Vormarsch russischer Truppen befürchtet wurde. Planmäßiger Bahnbetrieb war unter diesen Umständen schwierig; improvisierter Betrieb fand aber in großem Umfang statt. Am 3. Mai 2023 wurden bei einem russischen Angriff auf Cherson zwei Wagen eines bereitgestellten Zugs nach Lwiw schwer beschädigt. Die Reisenden hatten sich noch nicht im Zug befunden. Bis Anfang Mai 2023 sollen bei den Angriffen 381 Bahnmitarbeiter getötet und 929 verletzt worden sein.
Am 22. August 2022 wurde die 23,2 km lange, seit 1999 stillgelegte, grenzüberschreitende Bahnstrecke Basarabeasca (Republik Moldau)–Beresyne (Ukraine)–(Arzys) wieder in Betrieb genommen, um die Transportkapazität in die Europäische Union zu erhöhen. Am 9. November 2022 wurde zudem der grenzüberschreitende Eisenbahnverkehr zwischen Rachiw (Ukraine) und Valea Vișeului (Rumänien) auf der Bahnstrecke Sighetu Marmației–Iwano-Frankiwsk wieder aufgenommen. Der seit 2007 geschlossene Eisenbahn-Grenzübergang wurde wieder geöffnet. Die auf ukrainischem Gebiet verlaufende 21,7 km lange Strecke in Breitspur nach Rachiw wurde dafür instand gesetzt. Sie trifft im Bahnhof Valea Vișeului auf das normalspurige rumänische Netz.
Am 19. November 2022 fuhr erstmals wieder ein Zug des öffentlichen Verkehrs in das von russischen Truppen geräumte Cherson. Die UZ kündigte mehrmals an, im Exportverkehr auch in EU-Ländern auf Normalspur aktiv zu werden.
Am 21. Februar 2023 teilte die Bahn mit, ein auf drei Jahre angelegtes Programm durchzuführen, das darauf zielt, alle Spuren der russischen und sowjetischen Zeit im Bereich der Eisenbahn zu beseitigen. Dazu gehört, alle Beschriftungen in russischer Sprache zu tilgen (auf Fahrkarten soll sie durch Englisch ersetzt werden), alle an Institutionen oder Personen der russischen und sowjetischen Zeit erinnernden Bezeichnungen auszutauschen und die Streckenkilometrierung, die immer noch auf Moskau bezogen ist, durch eine mit dem Nullpunkt in Kiew zu ersetzen. Die – aus Moskauer Sicht – Südliche Eisenbahn wurde in Charkiwer Eisenbahn (Charkiwskaja Schelesnaja Doroga), die Südwestliche Eisenbahn in Zentrale Eisenbahn (Zentralnaja Schelesnaja Doroga) umbenannt.
Am 27. Februar 2023 trat der Bahnchef Oleksandr Kamyschin zurück; er wurde am 21. März 2023 zum Minister für strategische Industrie ernannt. Sein Nachfolger wurde der bisherige Finanzvorstand der UZ, Jewgen Ljaschtschenko.

#### Folgen
Folgen des Krieges waren oder sind,
- dass zahlreiche ausländische Staatsgäste aufgrund des gesperrten Luftraums über der Ukraine für die An- und Abreise die Eisenbahn nutzen. Dabei werden auch Salonwagen eingesetzt. Ende 2022 wählte der ukrainische Präsident diesen Weg für seine erste Auslandsreise seit dem Beginn des russischen Überfalls.[22]
- die UZ und die ukrainische Post zwischen ausgewählten Großstädten den Bahnpostbetrieb am 9. April 2022 wieder aufnahm, der 2001 eingestellt worden war. Dazu wurden 14 Bahnpostwagen reaktiviert, die 21 Jahre lang abgestellt waren.[6]
- dass russische Kriegsschiffe zeitweise ukrainische Seehäfen blockierten. Der nach Westen laufende Güterverkehr, insbesondere mit ukrainischen Agrarprodukten, nahm stark zu;[6] es kam zu großen Rückstaus vor der EU-Außengrenze.[23] Später gelang es den ukrainischen Streitkräften, russische Schiffe so weit zurückzudrängen, dass sie den Export von Getreide, Sonnenblumenkernen und anderen Massengütern auf dem Seeweg nicht mehr verhindern können.
- dass nach einem Gesetz vom Juli 2022 die rund 15.000 russischen Eisenbahnwaggons auf dem Territorium der Ukraine beschlagnahmt wurden.[24]
- die Ukrsalisnyzja ihre Gütertarife zum 22. Juni 2022 um 70 % angehoben hat; die Preise zum Anmieten von Güterwagen stiegen zum Teil bis zum zehnfachen des Vorkriegs-Niveaus.[25]
- Verschiedene Maßnahmen wurden ergriffen, um den Eisenbahnverkehr Richtung Westeuropa zu verbessern, was vor allem dem Getreideexport dienen soll:
  - Am 30. Juni 2023 wurde eine Ukrainian Railways Cargo Poland LLC gegründet, die grenzüberschreitenden Verkehr aus einer Hand anbieten will.[26]
  - Am 28. August 2023 haben die PKP und die UZ ein Abkommen über vereinfachte Grenzabfertigung geschlossen. Während bisher immer der empfangende Staat für Umspurung oder das Umladen zuständig war, soll das jetzt flexibel gehandhabt werden.[27]
  - Im Verkehr mit der Republik Moldau wurde für die Bahnstrecke Bender–Galați, deren Verlauf mehrmals zwischen beiden Staaten wechselt, im Transitverkehr auf die Zollkontrolle in Reni verzichtet.[28]
  - Waggonbau Krjukiw aus Krementschuk hat Ende 2023 als erstes Unternehmen in der Ukraine eine Bescheinigung der Eisenbahnagentur der Europäischen Union für Güterwagen in Normalspur erhalten, die in der EU zulassungsfähig sind. Es handelt sich um sechsachsige Doppel-Containertragewagen. Die UZ hat am 15. Dezember 2023 den Prototyp eines in ihren eigenen Werkstätten entwickelten, umspurfähigen Getreidewagens für den Verkehr ins europäische Normalspurnetz vorgestellt.[29]

#### Pläne
Im Zuge des ukrainischen Ziels, Mitglied der EU zu werden, kam erneut die Vision auf, die Zentren des Landes mit Hochgeschwindigkeitsstrecken an das mittel- und westeuropäische Netz anzuschließen oder sogar das gesamte Netz des Landes auf Normalspur umzuspuren. Letzteres dürfte angesichts geschätzter Kosten von 100 Mrd. Euro aber fiktiv oder zunächst nur auf Hauptstrecken und Schwerpunktregionen begrenzt bleiben.

## Betrieb
- Gleislänge: 22.300 km

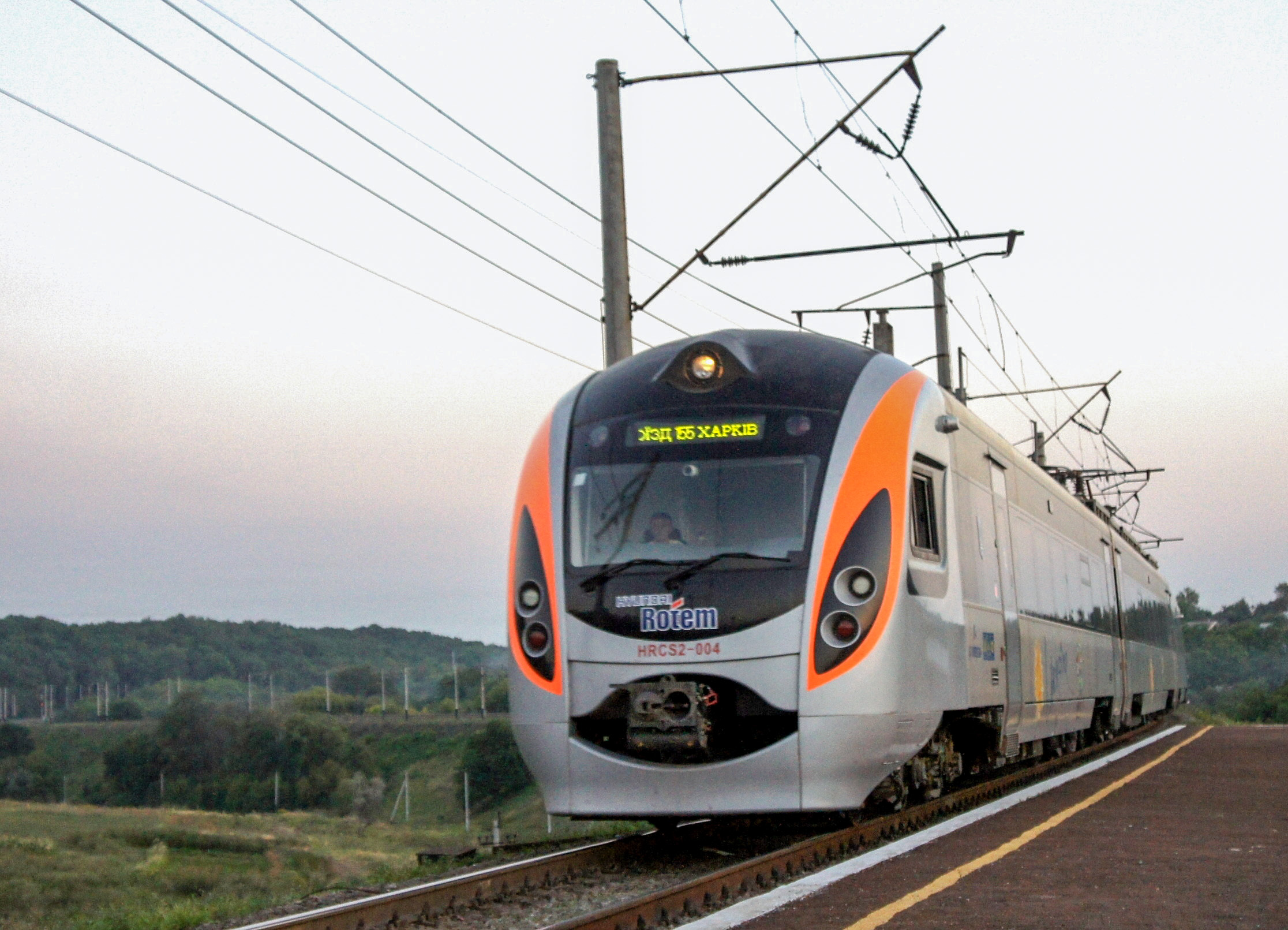
HRCS2 Hyundai Rotem

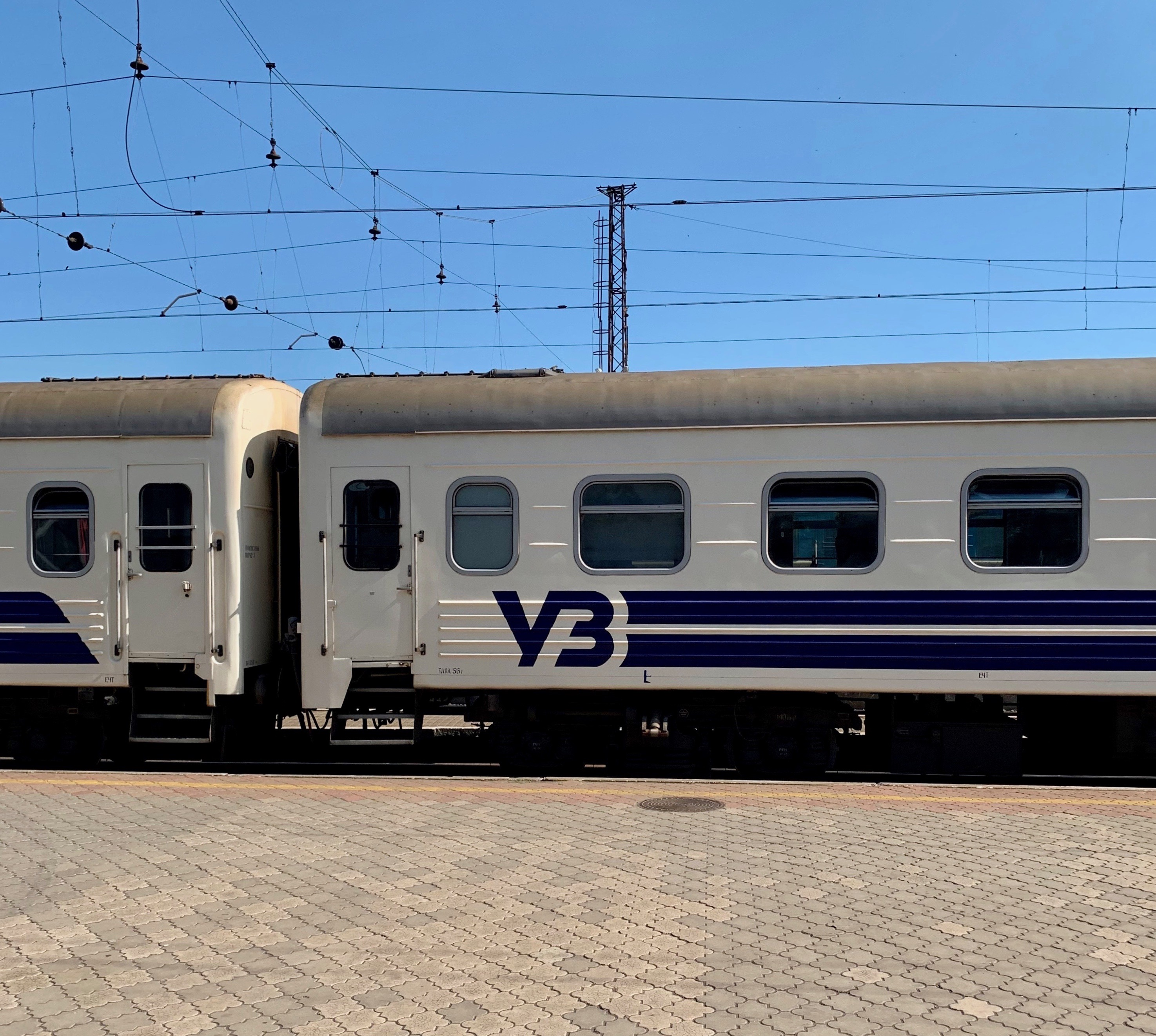
Personenwagen im Bahnhof Mariupol

- Darunter elektrifizierte Gleise: 9978 km (44,7 %)
- Spurweite – 1520 mm; es gibt Schmalspurbahnen (meistens 750 mm breit) und wenige kurze normalspurige (1435 mm) Strecken, deren Netzumfang allerdings ins Landesinnere erweitert werden soll.[31]
- Anzahl der Bahnhöfe – 1648 (darunter 126 Bahnhöfe der Kategorie 0)
- Anzahl der Bahnübergänge – ca. 4000
- Anzahl der Güterwagen – 174.939
- Anzahl der Personenwagen – 8429
- Anzahl der Elektrolokomotiven – 1796
- Anzahl der Diesellokomotiven – 2918
- Anzahl der Elektrotriebwagen – 1443
- Anzahl der Dieseltriebwagen – 186
- Anzahl der Mitarbeiter – 375.900
- Umfang des Personenverkehrs – 500 Millionen Fahrgäste pro Jahr
- Umfang des Güterverkehrs – 300.000.000 t pro Jahr

Die Personenzüge verkehren überwiegend im Punktverkehr und müssen deshalb selten auf Anschlüsse warten. Dort, wo Anschlüsse abzuwarten sind, etwa für die Umstellung von Kurswagen, sind großzügige, auch stundenlange Übergangszeiten für die Fahrgäste eingeplant. Dies führt zu einer extrem hohen Pünktlichkeitsrate der ukrainischen Eisenbahn. Die durchschnittliche Reisegeschwindigkeit überschreitet 80 km/h kaum.
In der ersten Jahreshälfte 2013 erwirtschaftete das Unternehmen insgesamt 3,5 Mrd. Hrywnja an Verlusten. Nach Angaben des Infrastrukturministers der Ukraine Wolodymyr Kosak seien diese Verluste in erster Linie auf die zu niedrigen Tarife für die Beförderung der Bahnreisenden zurückzuführen. Die Tarife würden in der Ukraine im Schnitt fünfmal niedriger gegenüber den russischen Tarifen liegen. Im Juli 2013 wurden in diesem Zusammenhang Erhöhungen der Fahrpreise um 10 Prozent angekündigt.
Im Güterverkehr hat die UZ im Juni 2022 ihre Tarife um 70 Prozent erhöht, um insbesondere den gestiegenen Kosten für die Reparatur der bis dahin eingetretenen kriegsbedingten Zerstörungen gerecht zu werden.

### Regionale Gliederung

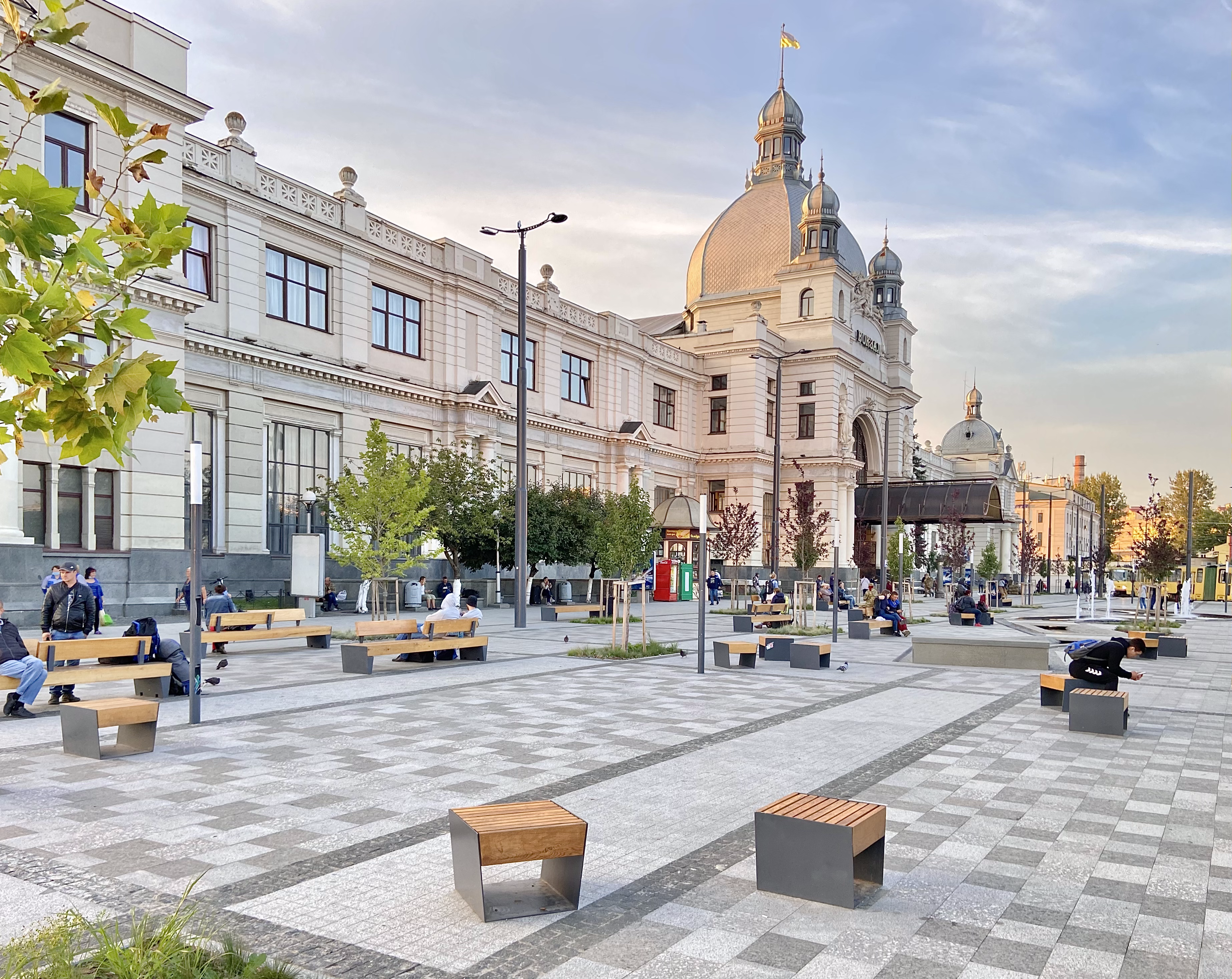
Hauptbahnhof in Lwiw

Die UZ besteht aus regionalen Eisenbahnverwaltungen. Durch die politischen Ereignisse seit 2014 sind einige Eisenbahnverwaltungen nur noch eingeschränkt arbeitsfähig. Teilweise fanden daher Umgliederungen statt:
- Lwiwska Salisnyzja (Львівська залізниця), Sitz in Lemberg (Lwiw)
- Odeska Salisnyzja (Одеська залізниця), Sitz in Odessa
- Piwdenna Salisnyzja (Південна залізниця), Sitz in Charkiw
- Piwdenno-Sachidna Salisnyzja (Південно-Західна залізниця), Sitz in Kiew
- Prydniprowska Salisnyzja (Придніпровська залізниця), Sitz in Dnipro. Hiervon hat sich die Eisenbahn der von Russland annektierten Krim abgespalten.

- Der Betrieb der Donezka Salisnyzja (Донецька залізниця) mit Sitz in Donezk war wegen der Kampfhandlungen nur noch sehr eingeschränkt möglich. Durch einen Parlamentsbeschluss wurde der Betrieb auf die in Dnipro und Charkiw angesiedelten Bahnverwaltungen aufgeteilt.

### Nationaler Verkehr

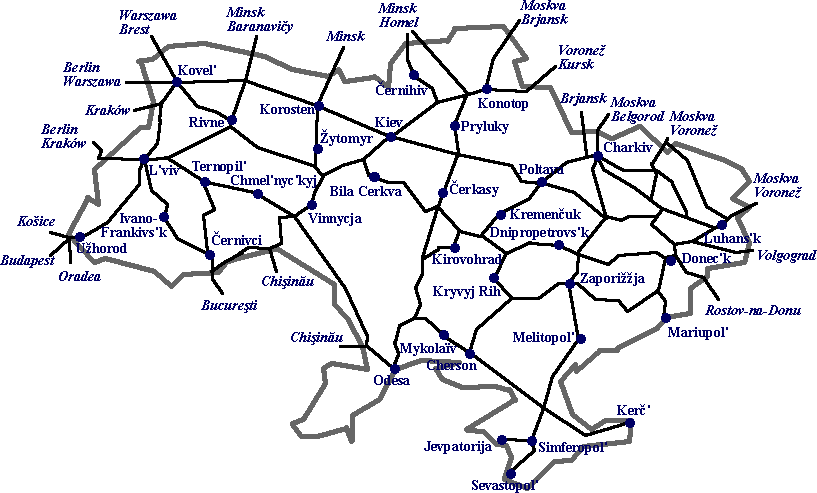
Die Haupteisenbahnstrecken der Ukraine Stand 2014

Im Personenverkehr sind die Verbindungen von Kiew in die zweitgrößte Stadt Charkiw, von Kiew in die Zentralukraine nach Krywyj Rih, Saporischschja und Dnipro sowie von Kiew über Schmerynka nach Odessa einerseits sowie nach Tschop und Lemberg andererseits von Bedeutung. Seit Ausbruch der bewaffneten Konflikte in der Ostukraine und der Besetzung der Krim haben die Verbindungen dorthin an Relevanz eingebüßt und wurden teilweise komplett eingestellt. Die wichtigsten Güterverbindungen verlaufen von Kupjansk nach Odessa und vom Krywbass zum Donbass. Im Vorfeld der Fußball-Europameisterschaft 2012 gab es vermehrte Anstrengungen, sowohl das Schienennetz wie auch den Fahrzeugpark zu modernisieren. Ukrsalisnyzja investierte knapp 700 Millionen Euro in die Verbesserung der Infrastruktur, der Großteil davon für neue Elektrotriebwagen mit einer Höchstgeschwindigkeit von 160 km/h (zwei Züge Typ UZ-Baureihe EJ 675 von Škoda, Tschechien und zehn Züge Typ UZ-Baureihe HRCS2 von Hyundai, Südkorea).
Fernzüge sind reservierungspflichtig und häufig Nachtzüge. Sie verkehren mit bis zu vier Buchungsklassen überwiegend mit Schlaf- und Liegewagen. Jedoch wird dies nicht in allen Zügen angeboten.
- Schlafwagen
  - Spalny wagon = Zweibettabteile, 18 Plätze (Neueste Wagen von Waggonbau Krjukiw sind länger und haben 20 Plätze)
  - Kupeiny = Vierbettabteile, 36 Plätze (Wagen von Waggonbau Krjukiw: 40)
- Liegewagen
  - Platskartny = Liegewagen mit Längs- und Querbetten in offenen Abteilen, 52 (54) Plätze (in der Regel werden die Plätze 53 und 54 nicht verkauft, sondern dienen als Ablage für die Bettwäsche)
  - Obshchi = Platskartny-Wagons, 81 Sitz-Plätze (hier verkehren eigentliche Liegewagen als Sitzwagen, anstelle zweier Liegeplätze werden 3 Sitzplätze verkauft).
- Sitzwagen
  - 1. Klasse = Wagen mit Abteilen oder Hochkomfortgroßraumwagen
  - 2. Klasse = Großraumwagen mit Sessel
  - 3. Klasse = Großraumwagen mit Bänken (nur beschleunigte Regionalzüge)

Regionalzüge sind einklassig (3. Klasse), reservierungsfrei und verkehren in der Regel tagsüber. In größeren Städten besitzt der Regionalverkehr häufig eine eigene Infrastruktur aus Bahnhöfen oder Bahnhofsteilen.

### Internationaler Verkehr

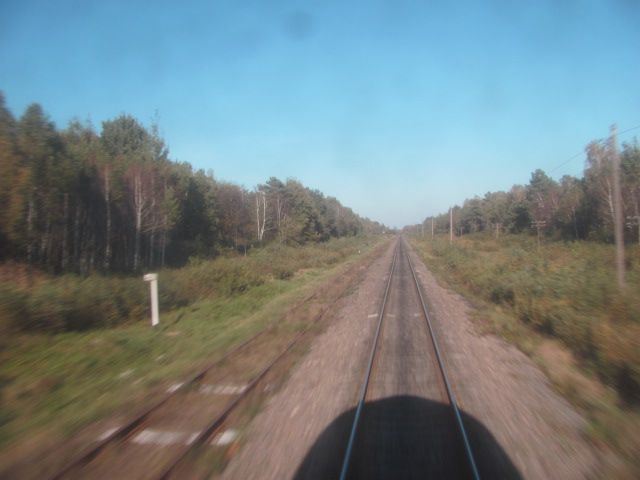
Strecke Kowel–Jahodyn. Links: Normalspurgleis, rechts: Breitspur

Der internationale Verkehr in Richtung Westen wird durch die Verwendung unterschiedlicher Spurweiten verkompliziert. Dieser Umstand macht sich insbesondere im Zusammenhang mit dem Export ukrainischer Güter wie beispielsweise Getreide bemerkbar, der als Folge einer Seeblockade nicht mehr ungehindert wie zuvor über die Seehäfen abgewickelt werden kann. Aber auch für den Personenverkehr sind die unterschiedlichen Spurweiten ein Hindernis. An den Grenzbahnhöfen Tschop am Dreiländereck mit Ungarn und der Slowakei sowie in Mostyska und Jahodyn an der polnischen Grenze gibt es daher Umspuranlagen für durchlaufende Reisezugwagen. Hier werden Drehgestelle und Kupplungen getauscht. Der Bahnhof der polnischen Grenzstadt Przemyśl ist an das Breitspurnetz der Ukrsalisnyzja angeschlossen, so wie umgekehrt ein Normalspurgleis bis zum ukrainischen Bahnhof Kowel führt. Ebenso müssen Züge in Richtung Rumänien umgespurt werden, wobei die meisten Züge in diese Richtung durch die Republik Moldau fahren, welche die gleiche Spurweite wie die Ukraine nutzt.
Langfristig ist der Bau von Hochgeschwindigkeitsstrecken in der in Mitteleuropa verbreiteten Spurweite 1435 mm geplant, um den Verkehr in Richtung Mittel- und Westeuropa zu vereinfachen. Ebenso ist geplant, innerhalb der Ukraine bestehende Strecken für diese Spurweite nutzbar zu machen.
Bei den internationalen Zügen handelt es sich in der Regel um reservierungspflichtige Nachtzüge. Nach Mittel-, Südost- und Westeuropa werden – mit Ausnahme einiger Verbindungen nach Polen – Züge mit UIC-Standard-Schlafwagen eingesetzt, die neben einem gegenüber den Wagen des ehemaligen sowjetischen Bereichs schmaleren Profil auch das hergebrachte westeuropäische Klassen- und Buchungsmodell für Schlafwagen aufweisen. Von Deutschland aus bestand bis zum September 2012 von Berlin aus eine Direktverbindung in die Ukraine. Außerdem konnten bis 2011 Charkiw, Odessa, Donezk, Simferopol und Lemberg mit nicht täglich verkehrenden Kurswagen erreicht werden. Von Österreich aus gibt es von Wien Kurswagen nach Lemberg und Kiew. Die Verbindungen nach Russland und Belarus sind derzeit eingestellt. Sie entsprachen bis dahin hinsichtlich der Ausstattung weitgehend den nationalen Zügen. Es gab auch hier drei Buchungsklassen (Ein-, Zwei- und Dreibettabteile). Diese Züge wiesen bis zum Ausbruch der Kampfhandlungen in der Ostukraine und der damit verbundenen Abkühlung der Beziehungen zwischen der Ukraine und Russland 2014 zum Teil erhebliche Laufstrecken auf, etwa zu Zielen an der Transsibirischen Eisenbahn.

## Fahrzeuge

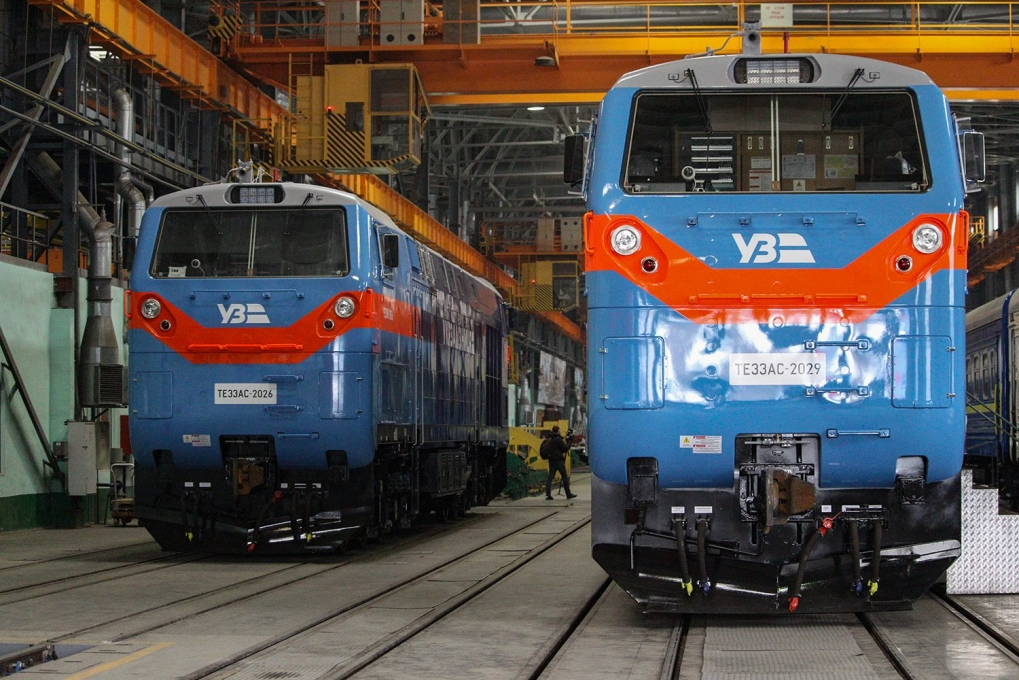
KTZ-Baureihe ТЭ33А

Im November 2010 hat die UZ 10 HRCS2 des südkoreanischen Herstellers Hyundai Rotem sowie 2 Škoda Doppelstocktriebfahrzeuge bestellt. Diese wurden Anfang 2012, rechtzeitig für die in der Ukraine stattfindende Fußball-Europameisterschaft 2012, geliefert. Zeitgleich entwickelte das ukrainische Unternehmen Waggonbau Krjukiw den Schnellzug EKr-1 „Tarpan“, welcher ebenfalls 2012 fertiggestellt wurde.
In Folge des russischen Angriffskrieges auf die Ukraine wurde die größte Lokomotivfabrik Europas, Luhanskteplowos geplündert und zerstört. Daraufhin blieb der Ukraine mit dem Waggonbau Krjukiw nur noch ein größerer Hersteller von Schienenfahrzeugen. Dieser produzierte 2014 den Dieseltriebwagen DPKr-2 und seit 2019 den weiterentwickelten DPKr-3.
2018 wurden 30 Lokomotiven Baureihe ТE33АS der Evolution Series von GE Transportation Systems bestellt. Die Erste wurde im Dezember 2018 ausgeliefert.
Im Mai 2021 führte die Ukraine, Ukrsalizsnyzja und Stadler Gespräche über eine Zusammenarbeit und damit einhergehend den Bau eines Werkes für Stadler-Flirt-Triebwagen, welche für den geplanten City Express eingesetzt werden sollen. Im selben Jahr war ein Stadler-Zug testweise in der Ukraine unterwegs. Wegen der russischen Invasion im Februar 2022 hat die Ukrsalisnyzia die Ausschreibung von 80 elektrischen Triebzügen allerdings annulliert. Im Jahr 2023 hat der damalige CEO Oleksandr Kamyschin sich gegen Stadler ausgesprochen, weil dieses weiterhin ein Produktionswerk in Belarus betreibe und die Verbindungen zu den belarussischen Geschäftspartner, welche mit dem Machthaber Lukashenko gut befreundet sind, nicht beende.
2024 wurde bekannt, dass die Ukraine einen Kredit in Höhe von 156 Mio. US-Dollar aufnimmt, um 40 weitere Lokomotiven der Baureihe TE33AS zu kaufen.
Die Werchowna Rada der Ukraine hat einen Rahmenvertrag zwischen der Ukraine und Südkorea im August 2024 ratifiziert, der den Kauf von 20 IC+ Triebzügen des südkoreanischen Herstellers Hyundai Rotem mit Hilfe eines südkoreanischen Kredites vorsieht. Die erste Auslieferung soll 18 bis 24 Monate nach Unterzeichnung des Vertrages geschehen.

### Lokomotiven
| Bild | Baureihe | Antrieb                                                         | Anzahl | Hersteller                              | Baujahr   | Hinweis                                                      |
| ---- | -------- | --------------------------------------------------------------- | ------ | --------------------------------------- | --------- | ------------------------------------------------------------ |
|      | 2EL4     | Elektrolokomotive 3 kV Gleichspannung                           | 6      | Lokomotivfabrik Luhansk                 | 2009-2013 | Gleichspannungsversion von 2EL5                              |
|      | 2EL5     | Elektrolokomotive 25 kV Wechselspannung                         | 20     | Lokomotivfabrik Luhansk                 | 2005-     | Wechselspannungsversion von 2EL4                             |
|      | 2ES10    | Elektrolokomotive 3 kV Gleichspannung                           | 50     | Lokomotivfabrik Ural                    | 2013-2017 | russische Lokomotive abgebildet                              |
|      | 2ES5K    | 25 kV AC electric locomotive                                    | 15     | Elektrolokomotivfabrik Nowotscherkassk  | 2004      |                                                              |
|      | TschS2   | Elektrolokomotive 3 kV Gleichspannung                           | 111    | Škoda (Maschinenbau)                    | 1958-1976 |                                                              |
|      | TschS4   | Elektrolokomotive 25 kV Wechselspannung                         | 150    | Škoda                                   | 1963-1972 |                                                              |
|      | TschS7   | Elektrolokomotive 3 kV Gleichspannung                           | 27     | Škoda                                   | 1983-1989 |                                                              |
|      | TschS8   | Elektrolokomotive 25 kV Wechselspannung                         | 36     | Škoda                                   | 1983–89   |                                                              |
|      | DE1      | Elektrolokomotive 3 kV Gleichspannung                           | 40     | NPO DEVZ                                | 1997–2008 |                                                              |
|      | DS3      | Elektrolokomotive 25 kV Wechselspannung                         | 16     | GP NPK                                  | 2003–08   |                                                              |
|      | WL8      | Elektrolokomotive 3 kV Gleichspannung                           | ~200   | Elektrolokomotivfabrik Nowotscherkassk  | 1953–67   | Mehrere im russischen Überfall auf die Ukraine 2022 zerstört |
|      | WL10     | Elektrolokomotive 3 kV Gleichspannung                           | ~240   | Elektrolokomotivfabrik Nowotscherkassk  | 1961–1989 |                                                              |
|      | WL11     | Elektrolokomotive 3 kV Gleichspannung                           | 112    | Elektrolokomotivfabrik Tiflis           | 1975-1978 |                                                              |
|      | WL40U    | Elektrolokomotive 25 kV Wechselspannung                         | 6      | Elektrolokomotivfabrik Saporischschja   | 2004      | Zweirichtungseinzelversion von WL80                          |
|      | WL60     | Elektrolokomotive 25 kV Wechselspannung                         |        | Elektrolokomotivfabrik Nowotscherkassk  | 1957-1967 |                                                              |
|      | WL80     | Elektrolokomotive 25 kV Wechselspannung                         |        | Elektrolokomotivfabrik Nowotscherkassk  | 1961-1995 |                                                              |
|      | WL82     | Zweisystemlokomotive 3 kV Gleichspannung, 25 kV Wechselspannung |        | Elektrolokomotivfabrik Nowotscherkassk  | 1966-1979 | Zweisystemversion von WL80                                   |
|      | 2TE116   | Dieselelektrische Lokomotive                                    |        | Lokomotivfabrik Luhansk                 | 1971-2015 | Doppeleinheit, manchmal im Einzelbetrieb                     |
|      | 2ТЕ121   | Dieselelektrische Lokomotive                                    | 76     | Lokomotivfabrik Luhansk                 | 1978-1992 |                                                              |
|      | M62      | Dieselelektrische Lokomotive                                    |        | Lokomotivfabrik Luhansk                 | 1965-1990 |                                                              |
|      | 2M62     | Dieselelektrische Lokomotive                                    |        | Lokomotivfabrik Luhansk                 | 1976-1990 | Doppeleinheitversion von M62                                 |
|      | TEP70    | Dieselelektrische Lokomotive                                    |        | Lokomotivfabrik Kolomna                 | 1973      |                                                              |
|      | TEP150   | Dieselelektrische Lokomotive                                    | 4      | Lokomotivfabrik Luhansk                 | 2005      |                                                              |
|      | TE33AS   | Dieselelektrische Lokomotive                                    | 70     | GE Transportation Systems/JSC Lokomotiv | 2019-     | 40 weitere in Bestellung unter Kredit                        |

### Rangierlokomotiven
| Bild | Baureihe | Antrieb                              | Anzahl | Hersteller                                          | Baujahr   | Hinweis                           |
| ---- | -------- | ------------------------------------ | ------ | --------------------------------------------------- | --------- | --------------------------------- |
|      | TschME3  | Dieselelektrische Rangierlokomotive  |        | ČKD                                                 | 1963-1994 |                                   |
|      | TEM2     | Dieselelektrische Rangierlokomotive  |        | Lokomotivfabrik Brjansk and Lokomotivfabrik Luhansk | 1967–1987 |                                   |
|      | TEM18    | Dieselelektrische Rangierlokomotive  |        | Lokomotivfabrik Brjansk and Lokomotivfabrik Luhansk | 1992-     |                                   |
|      | TEM103   | Dieselelektrische Rangierlokomotive  | 1      | Electrotyazhmash                                    | 2005      |                                   |
|      | TGK2     | Dieselhydraulische Rangierlokomotive |        | Lokomotivfabrik Kaluga                              | 1960-2008 | Konserviertes Beispiel abgebildet |
|      | TGM4B    | Dieselhydraulische Rangierlokomotive |        | Diesellokomotivfabrik Lyudinovsky                   | 1971-1989 |                                   |
|      | TGM6     | Dieselhydraulische Rangierlokomotive |        | Diesellokomotivfabrik Lyudinovsky                   | 1966-     |                                   |
|      | TGM23    | Dieselhydraulische Rangierlokomotive |        | Diesellokomotivfabrik Murom                         | 1960-     |                                   |

### Triebwagen
| Bild       | Baureihe            | Antrieb                             | Anzahl | Hersteller               | Baujahr               | Einsatz                          |
| ---------- | ------------------- | ----------------------------------- | ------ | ------------------------ | --------------------- | -------------------------------- |
|            | Hyundai Rotem HRCS2 | 3 kV Gleichstrom/25 kV Wechselstrom | 10     | Hyundai Rotem            | 2011–2012             | Intercity+                       |
|            | EKr-1               | 3 kV Gleichstrom/25 kV Wechselstrom | 2      | Waggonbau Krjukiw        | 2011–2012             | Intercity+                       |
|            | Skoda EJ 675        | 3 kV Gleichstrom/25 kV Wechselstrom | 2      | Škoda Transportation     | 2011–2012             | Intercity+                       |
|            | ED2T                | 3 kV Gleichstrom                    | 3      | Demikhovo                | 1998                  | Regional                         |
|            | ED4M                | 3 kV Gleichstrom                    | 1      | Demikhovo                | 2011                  | Regional                         |
|            | EPL2T               | 3 kV Gleichstrom                    | 63     | Luhanskteplovoz          | 2000-2008             | Städtisch                        |
| framele ss | EPL9T               | 25 kV Wechselstrom                  | 77     | Luhanskteplovoz          | 2001-2008             | Städtisch                        |
|            | ER1                 | 3 kV Gleichstrom                    |        | Rīgas Vagonbūves Rūpnīca | 1957-1962             | Städtisch / Regional             |
|            | ER2                 | 3 kV Gleichstrom                    | 250+   | Rīgas Vagonbūves Rūpnīca | 1987-1996, 2000, 2003 | Städtisch / Regional             |
|            | ER9                 | 25 kV Wechselstrom                  |        | Rīgas Vagonbūves Rūpnīca | 1962-1964             | Suburban / Regional              |
|            | ET2                 | 3 kV Gleichstrom                    | 1      | Waggonbau Krjukiw        | 1995                  | Pivdena Railway                  |
|            | D1                  | Diesel                              | 40+    | Ganz                     | 1964-1988             | Städtisch / Regional             |
|            | DR1                 | Diesel                              |        | Rīgas Vagonbūves Rūpnīca | 1963-2011             | Städtisch / Regional             |
|            | DEL-02              | Diesel                              | 6      | Luhanskteplovoz          | 2003-2012             | Regional                         |
|            | DPKr-2              | Diesel                              | 1      | Waggonbau Krjukiw        | 2014                  | Regional                         |
|            | DPKr-3              | Diesel                              | 6      | Waggonbau Krjukiw        | 2019, 2021            | Regional                         |
|            | RA2                 | Diesel                              | 1      | Metrowagonmash           | 2007                  | Regional                         |
|            | Pesa 610 m          | Diesel                              | 1      | Pesa Bydgoszcz           | 2004                  | Regional                         |
|            | Pesa 620 m          | Diesel                              | 11     | Pesa Bydgoszcz           | 2004–2013             | Regional / Kiew-Boryspil-Express |
|            | Pesa 630 m          | Diesel                              | 2      | Pesa Bydgoszcz           | 2013                  | Regional                         |

## Beamte und Angestellte
Amtskennzeichen
| Höhere Laufbahn | Höhere Laufbahn | Höhere Laufbahn | Höhere Laufbahn | Stellvertreter des Generaldirektors | Erster Stellvertreter des Generaldirektors | Generaldirektor |
| --------------- | --------------- | --------------- | --------------- | ----------------------------------- | ------------------------------------------ | --------------- |
|                 |                 |                 |                 |                                     |                                            |                 |

|  | Arbeiter | Vormann | Mittlere Laufbahn | Mittlere Laufbahn | Mittlere Laufbahn | Mittlere Laufbahn | Gehobene Laufbahn | Gehobene Laufbahn | Gehobene Laufbahn |
|  | -------- | ------- | ----------------- | ----------------- | ----------------- | ----------------- | ----------------- | ----------------- | ----------------- |
|  |          |         |                   |                   |                   |                   |                   |                   |                   |